# Temelucha munda
Temelucha munda là một loài tò vò trong họ Ichneumonidae.